# Matti Strömbom
Hanna Matti Ulrika Strömbom, folkbokförd Mathi, född 8 maj 1914 i Engelbrekts församling, Stockholm, död 8 april 1996 i Vaxholms församling, var en svensk friidrottare (medeldistanslöpning). Hon tävlade i friidrott för klubben IK Göta.